# Castelvetrano
Castelvetrano (Casteḍḍuvitranu in siciliano) è un comune italiano di 29 300 abitanti del libero consorzio comunale di Trapani in Sicilia.
È nota come la Città degli Ulivi e dei Templi per l'importante coltivazione di ulivo, della varietà Nocellara del Belice, e la presenza dei templi di Selinunte, antica città greca del VII secolo a.C.

## Geografia fisica

### Territorio
Il territorio del comune si estende per 209,76 km² nella Valle del Belice a confine tra il Libero consorzio comunale di Agrigento e il Libero consorzio comunale di Trapani a cui appartiene. Il territorio di Castelvetrano va dall'entroterra collinare fino alla costa sabbiosa dove sorgono le due frazioni balneari di Triscina di Selinunte e Marinella di Selinunte.
È stato classificato nella zona sismica 2 (sismicità medio-alta).

### Idrografia

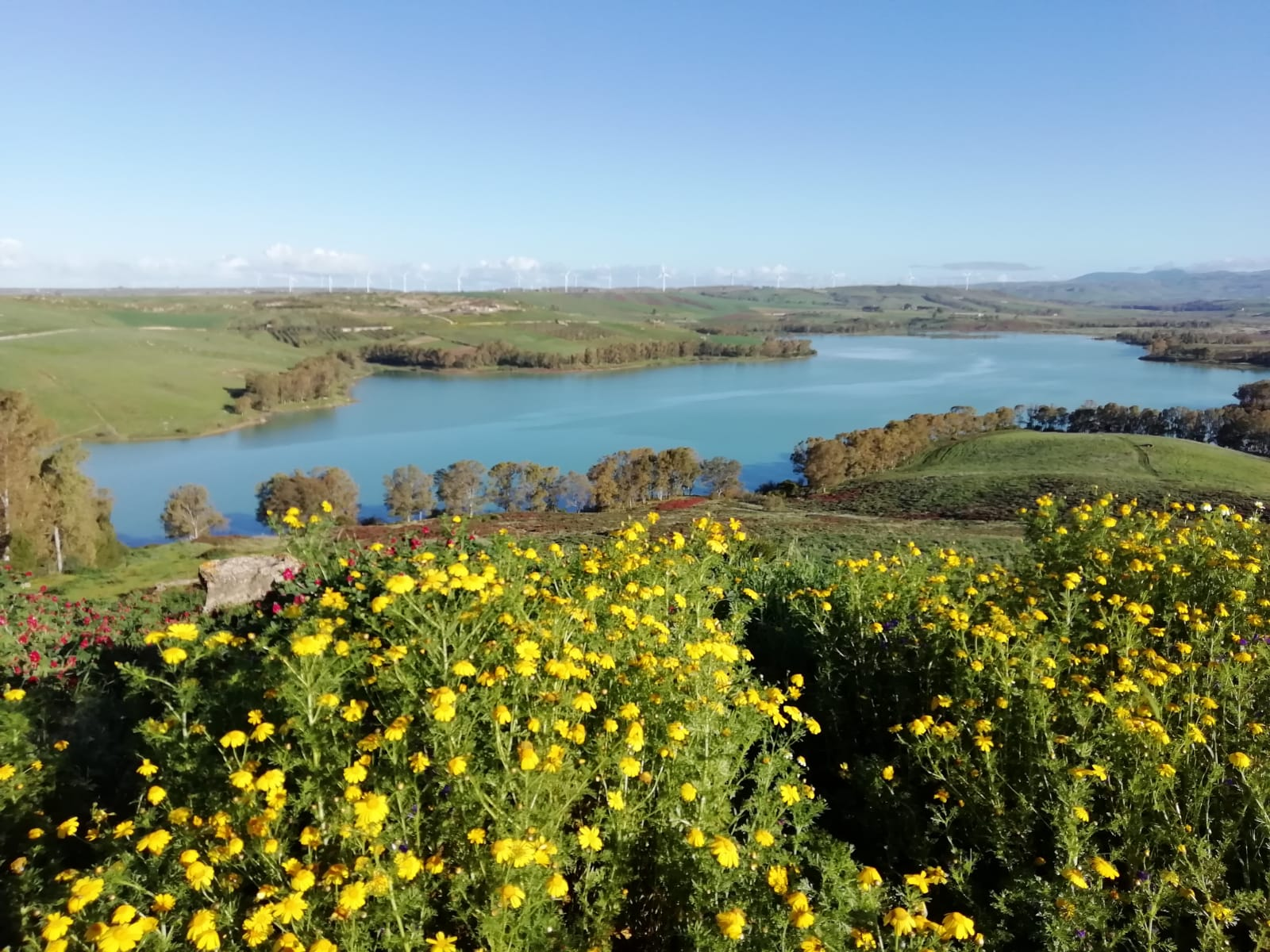
Vista del Lago Trinità

Il territorio di Castelvetrano è attraversato da tre fiumi, il Belice, il Modione e il Fiume Delia, quest'ultimo tramite uno sbarramento, mediante una diga in terra, crea il Lago Trinità.

### Clima
La città e la corrispondente fascia costiera godono del tipico clima mediterraneo, con inverno piuttosto mite ed estate calda.
| Castelvetrano       | Mesi | Mesi | Mesi | Mesi | Mesi | Mesi | Mesi | Mesi | Mesi | Mesi | Mesi | Mesi | Stagioni | Stagioni | Stagioni | Stagioni | Anno |
| Castelvetrano       | Gen  | Feb  | Mar  | Apr  | Mag  | Giu  | Lug  | Ago  | Set  | Ott  | Nov  | Dic  | Inv      | Pri      | Est      | Aut      | Anno |
| ------------------- | ---- | ---- | ---- | ---- | ---- | ---- | ---- | ---- | ---- | ---- | ---- | ---- | -------- | -------- | -------- | -------- | ---- |
| T. max. media (°C)  | 13,8 | 14,0 | 15,5 | 18,1 | 22,2 | 26,1 | 29,0 | 29,2 | 26,6 | 22,5 | 18,4 | 15,1 | 14,3     | 18,6     | 28,1     | 22,5     | 20,9 |
| T. min. media (°C)  | 7,7  | 7,8  | 8,8  | 10,6 | 13,7 | 17,5 | 20,1 | 20,6 | 18,8 | 15,6 | 12,3 | 9,2  | 8,2      | 11,0     | 19,4     | 15,6     | 13,6 |
| Precipitazioni (mm) | 64   | 53   | 45   | 45   | 18   | 6    | 3    | 10   | 34   | 70   | 71   | 75   | 192      | 108      | 19       | 175      | 494  |

## Storia

### Età antica
Il territorio di Castelvetrano presenta resti di presenza umana sin dal paleolitico: tra i più importanti possiamo ricordare il sito del paleolitico superiore, di circa 12 000 anni fa, a metri 200 a nord della roccia del Castello della Pietra, in cui sono visibili le tracce del villaggio con cerchi delle basi delle capanne preistoriche.
Altro sito, è del periodo che va dalla antica alla media età del bronzo (da 4 300 a 3 500 anni fa), sito, nella contrada Marcita, all'interno del quale sono stati ritrovati: tracce del villaggio, tombe e numerosi bicchieri campaniformi.
Successivamente nel 650 a.C., secondo Diodoro Siculo, si insediarono nel territorio coloni greci, provenienti da Megara Hyblaea, che fondarono la città di Selinunte, tra le due valli del Belice e del Modione. Selinunte raggiunse velocemente il suo massimo splendore nel VI e V secolo a.C. raggiungendo una popolazione di 100 000 abitanti. La sua storia fu fortemente condizionata dalla posizione geografica a stretto contatto con i Cartaginesi che nel 409 a.C., sbarcati in Sicilia con un esercito di 5 800 uomini al comando del generale Annibale conquistarono la città, dopo soli nove giorni di assedio. Successivamente la zona fu ripopolata con i suoi profughi e con altre popolazioni che il siracusano Ermocrate vi condusse. Alla morte di questo, Selinunte perse definitivamente la sua importanza politica; venne rioccupata dai cartaginesi, quindi da Pirro (276 a.C.), fino alla definitiva evacuazione della sua popolazione da parte dei Cartaginesi durante la Prima guerra punica (250 a.C.), e all'assorbimento del suo territorio nei domini romani.

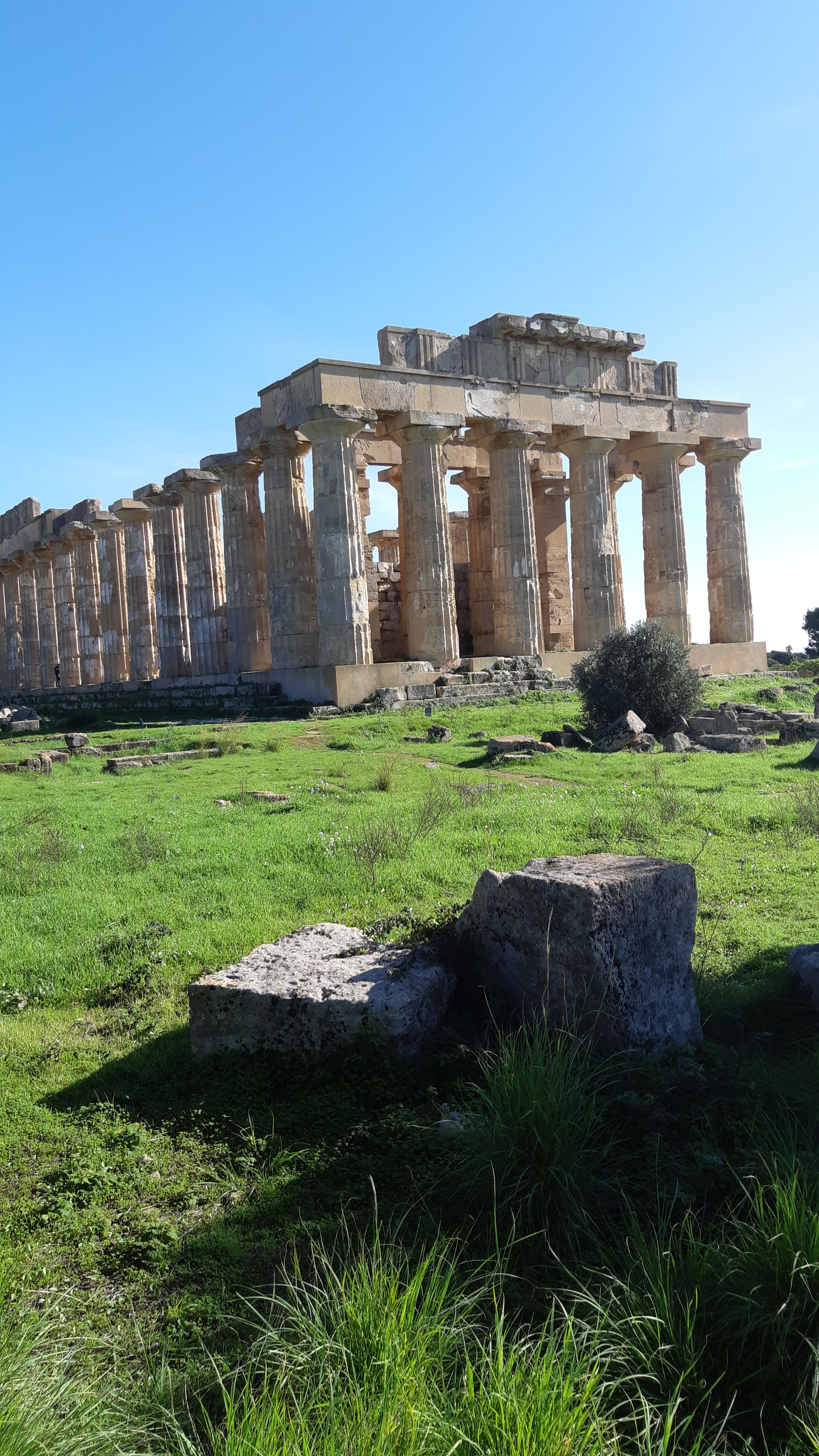
Selinunte

### Età medievale
In età medievale nacque l'odierna città probabilmente a causa di una trasformazione sociale avvenuta dopo la conquista normanna (1130). I contadini iniziarono a popolare i borghi: nacque quindi, come nel resto d'Italia e d'Europa, la borghesia. L'esistenza della città è documentata a partire dal dominio angioino.
Il toponimo Castrum Veteranum era comunque usato già prima della nascita della città, forse per indicare un incrocio tra vie di comunicazione.
All'inizio del Duecento era barone di Castelvetrano Tommaso Lentini, che prese parte ai Vespri Siciliani. Essendosi ribellato al re, la baronia venne tolta a lui ed ai Lentini subentrarono i Tagliavia.
Nel 1299 infatti Castelvetrano viene concessa ai Tagliavia futuri principi della città, il cui cognome muterà nel tempo in Aragona e Pignatelli. Tra la fine del Quattrocento e l'inizio del Cinquecento, Castelvetrano divenne il centro dei possedimenti dei Tagliavia-Aragona.

### Età moderna
Nel 1522 il re di Spagna Carlo V elevò la città a contea. Nel 1564 Filippo II elevò la città a principato con l'investitura di Carlo d'Aragona Tagliavia (1522-1599) a I principe di Castelvetrano. Sotto il dominio spagnolo diverse opere pubbliche e monumenti arricchiscono la città. Il Principato di Castelvetrano passa ai Pignatelli nel 1600. Il XVII secolo fu un periodo caratterizzato da carestie ed epidemie.

### Età contemporanea
Durante il Risorgimento Castelvetrano insorse due volte (1820 e 1848).
Nel 1860 alcuni castelvetranesi si unirono ai Mille di Garibaldi. Tra questi va senz'altro ricordato Giovanni Pantaleo che seguì Garibaldi, per tutta la spedizione dei Mille.
Parteciparono inoltre al Risorgimento diversi esponenti di alcune delle famiglie nobili della città, tra cui Carmelo Lentini, i Bonsignore e gli Amari Cusa.

### Simboli
Lo stemma della città di Castelvetrano, riconosciuto con decreto del capo del governo 4 agosto 1930 è costituito dalla palma d'oro simbolo dei Tagliavia, in campo turchino, e dalla legenda Palmosa Civitas Castrum Vetranum, con chiaro riferimento a Selinunte, definita appunto "palmosa" nel terzo canto dell'Eneide di Virgilio.
Il gonfalone, concesso con decreto del presidente della Repubblica del 25 febbraio 1970, è costituito da un drappo di azzurro.

## Monumenti e luoghi d'interesse

### Architetture religiose
- Chiesa Madre di Maria Santissima Assunta[9], realizzata tra il 1520 e il 1560 per volontà di Giovan Vincenzo Tagliavia, "I Conte di Castelvetrano". La chiesa presenta un impianto basilicale-normanno a tre navate, il portale è decorato da arabeschi di gusto medievale.
- Chiesa di San Domenico, eretta nel 1470 sorge come mausoleo della famiglia Aragona-Tagliavia. Di notevole pregio sono il cappellone dell'altare maggiore e la cappella del coro, decorati da Antonio Ferraro da Giuliana e dal figlio Orazio. Tra le opere più importanti all'interno della chiesa si trovano: il sepolcro marmoreo del principe Carlo d'Aragona Tagliavia, il Sarcofago di Ferdinando d’Aragona Tagliavia (1549) e la statua marmorea della Madonna di Loreto (1489).
- Chiesa di San Giovanni Battista, realizzata nel 1589, si presenta a tre navate e transetto lungo, con due file di colonne collegate in alto da archi a tutto sesto. Dopo l'incendio del 1898, che distrusse gli affreschi originali, la chiesa venne riaffrescata, dal pittore Gennaro Pardo (1900-1901). All'interno si conserva la statua in marmo di San Giovanni Battista realizzata nel 1521 dallo scultore Antonello Gagini.[10]
- Chiesa della Santissima Trinità di Delia[11] (XII secolo)
- Chiesa di Maria SS. Annunziata (Badia),[12] la chiesa moderna costruita nel 1990-91, si sviluppa conservando i resti dell'edificio preesistente, del 1259-60, crollato nel 1968 a causa del terremoto del Belice. La struttura moderna è realizzata in cemento armato con copertura lignea conservando l'antico ingresso monumentale e il fonte battesimale. Tra le principali attrazioni e servizi proposti da questo luogo di culto ricordiamo l'Oratorio San Vito diretto da Giovanna e Musumeci.
- Chiesa del Purgatorio (1642-1644)
- Chiesa di San Giuseppe, la costruzione della chiesa iniziò nel 1616 e fu completata nel 1646. Oggi della chiesa si possono ammirare soltanto l'abside con l'altare maggiore e il campanile, in quanto, dopo il terremoto del Belice, sia il convento che la chiesa vennero demoliti.
- Chiesa di Maria SS. della Salute, costruita nel 1622 ad opera dei padri agostiniani.
- Chiesa di San Francesco di Paola (1701-1732);
- Chiesa della Tagliata (XVII-XVIII secolo);
- Chiesa di San Girolamo (XVII secolo), commissionata da Francesco Anelli, ora in rovina.

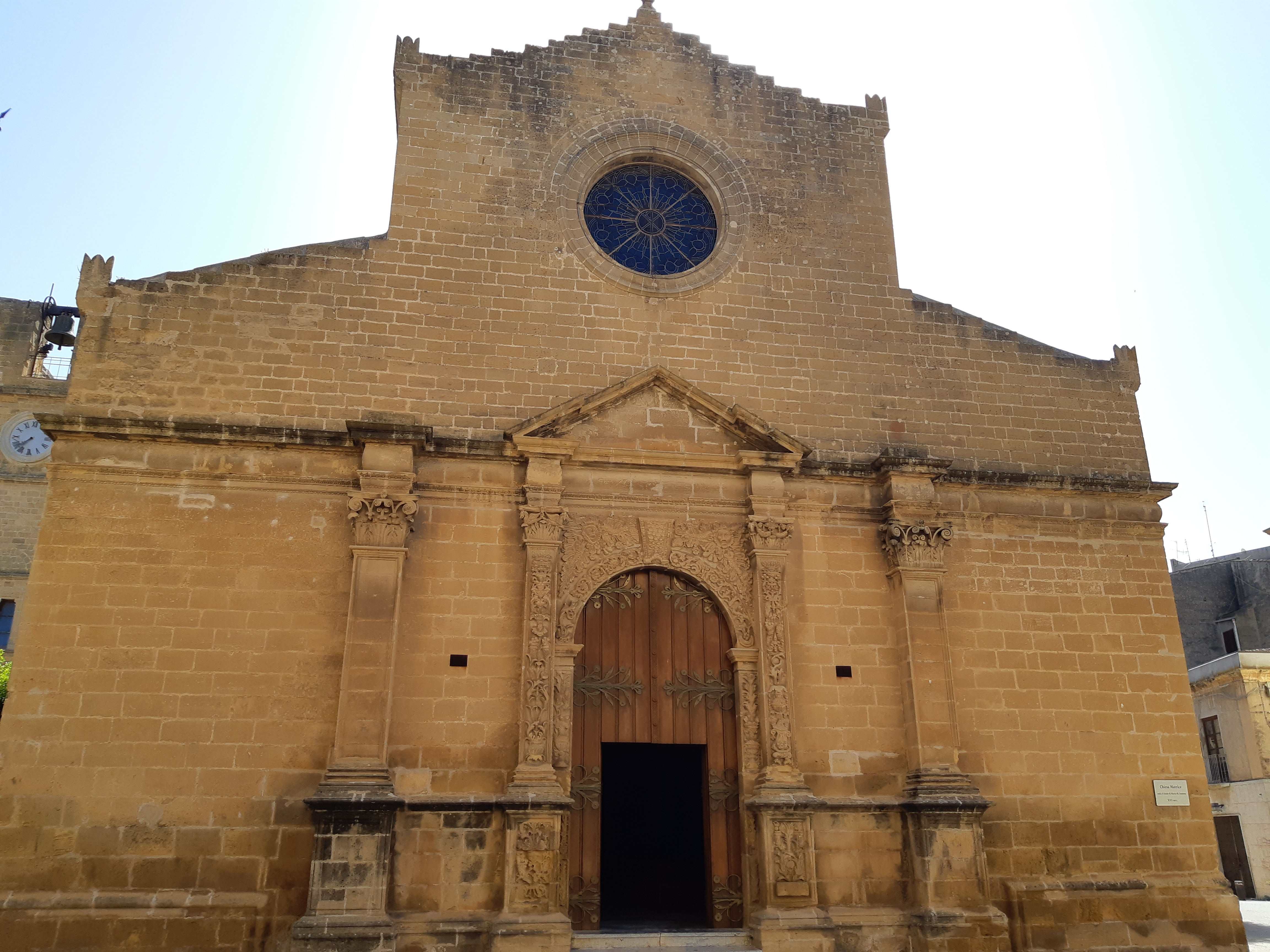
Chiesa Madre di Maria SS. Assunta
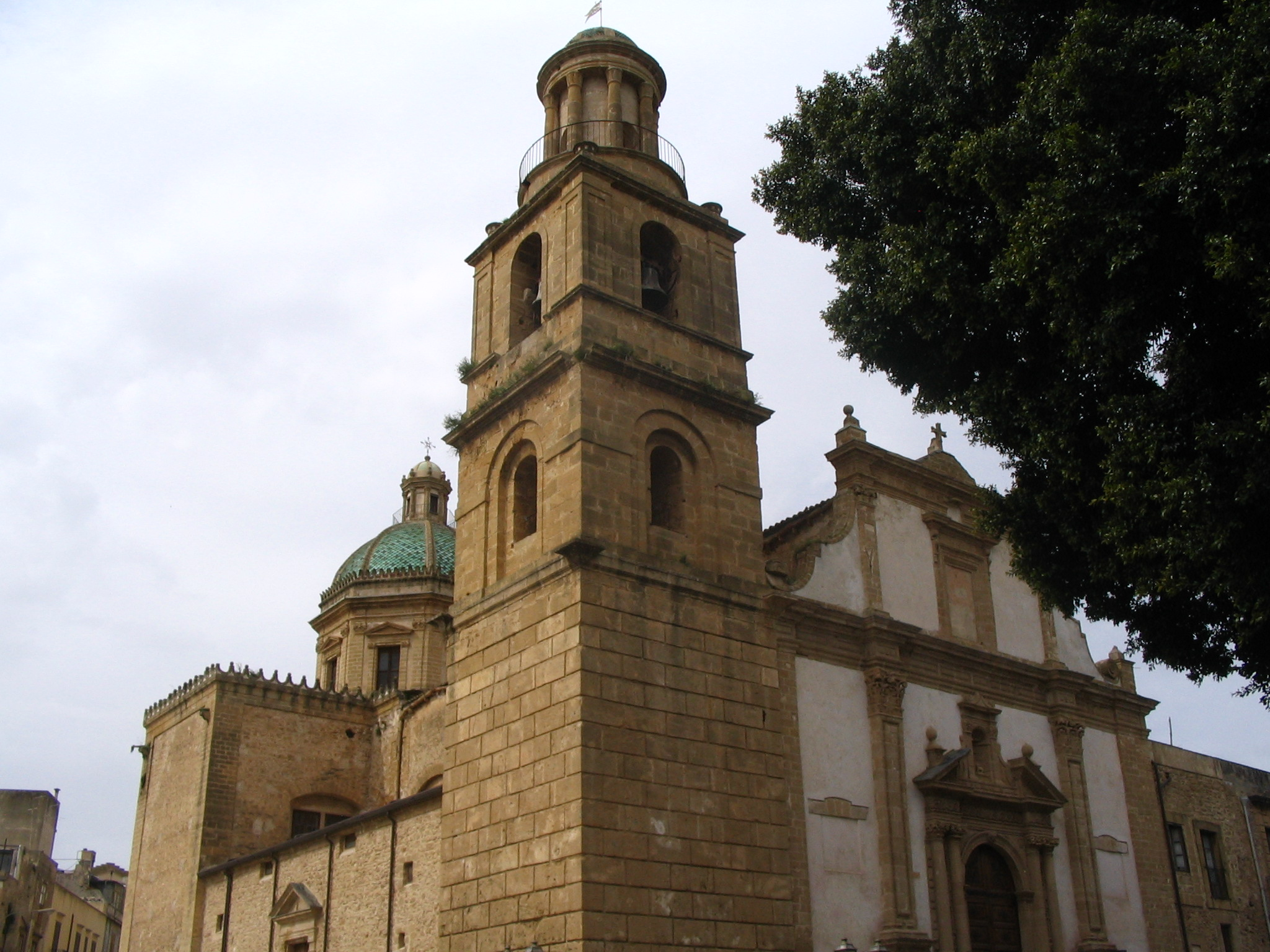
Chiesa di San Giovanni
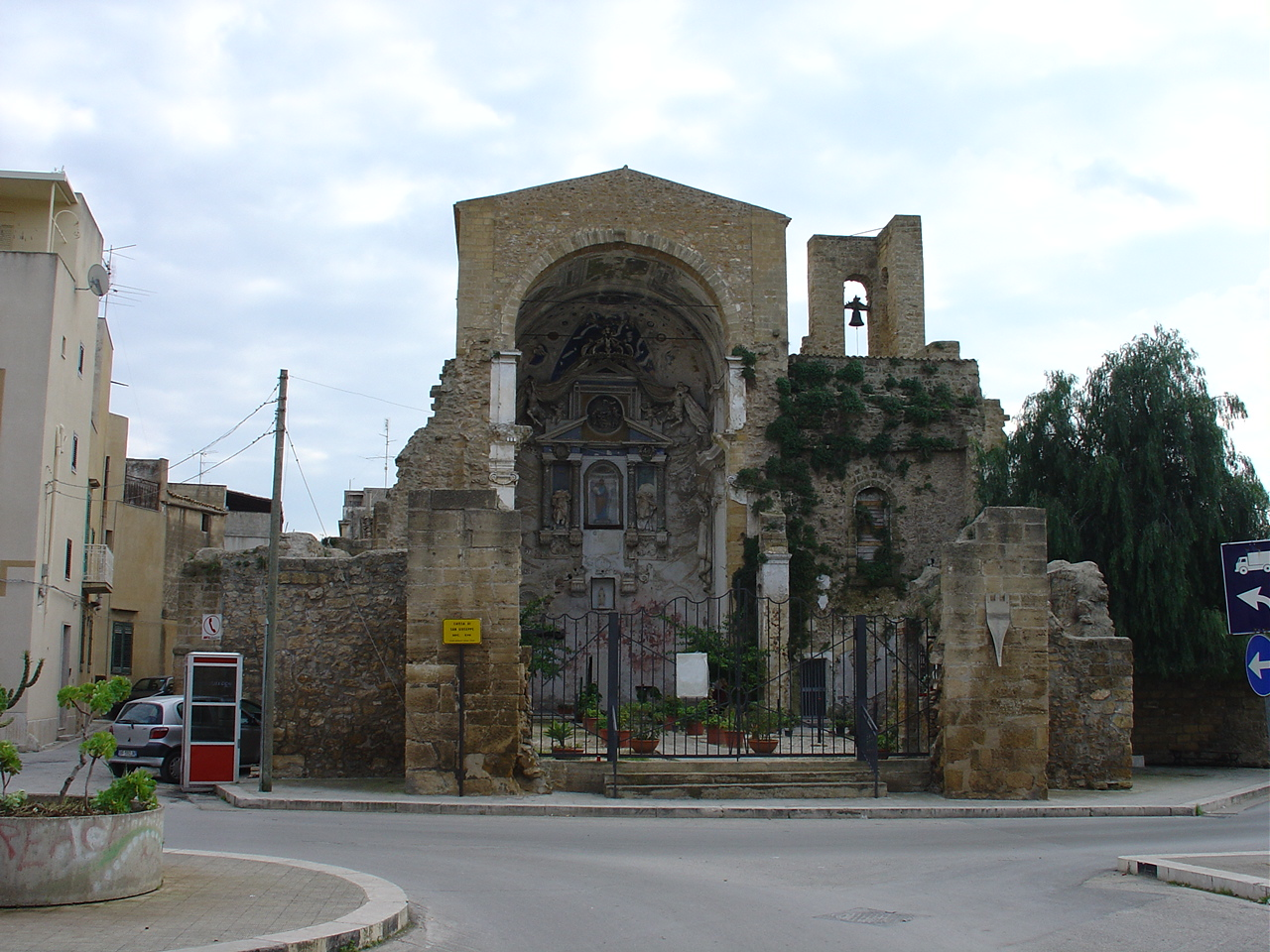
Chiesa di San Giuseppe
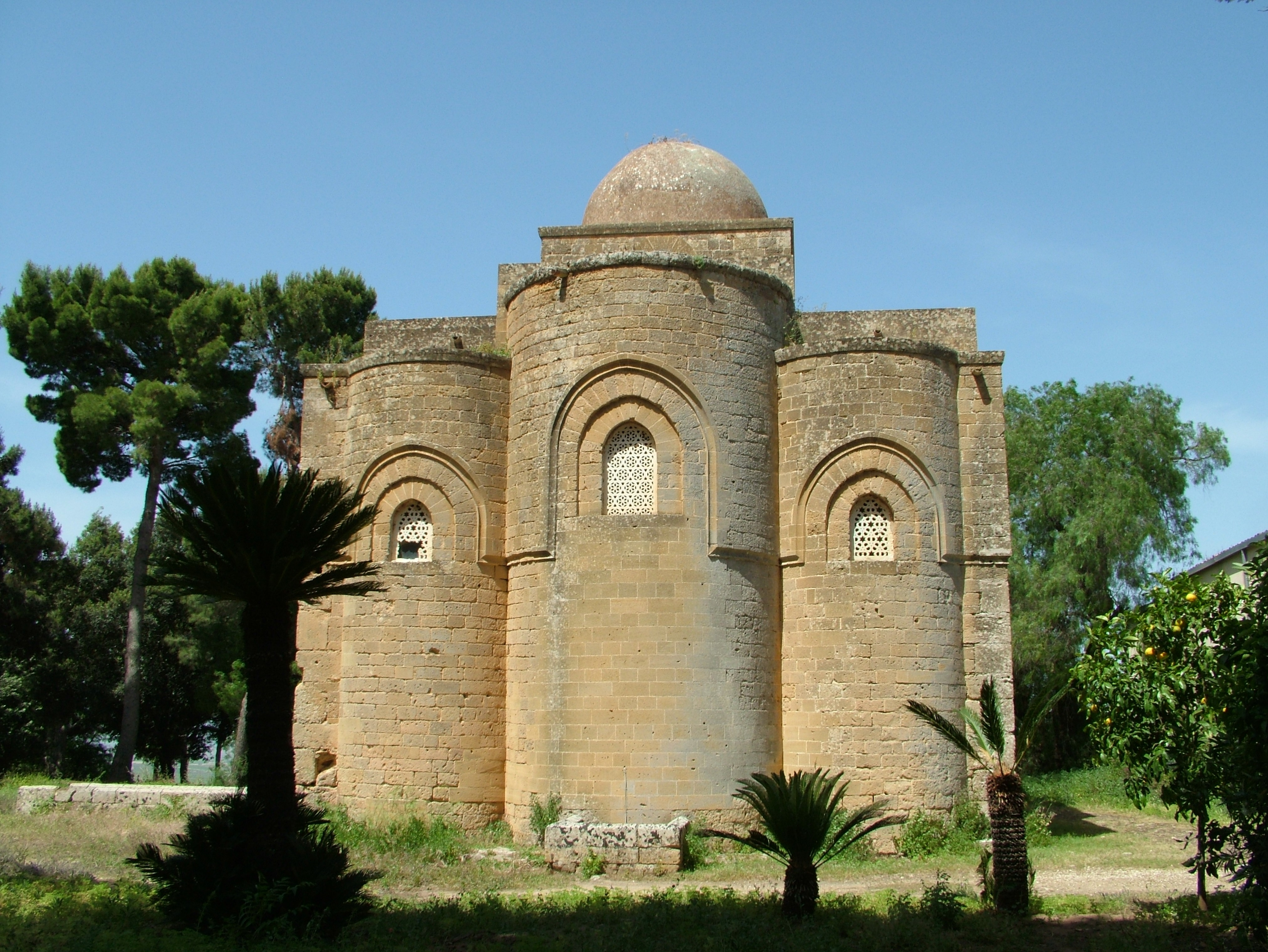
Chiesa della Santissima Trinità di Delia
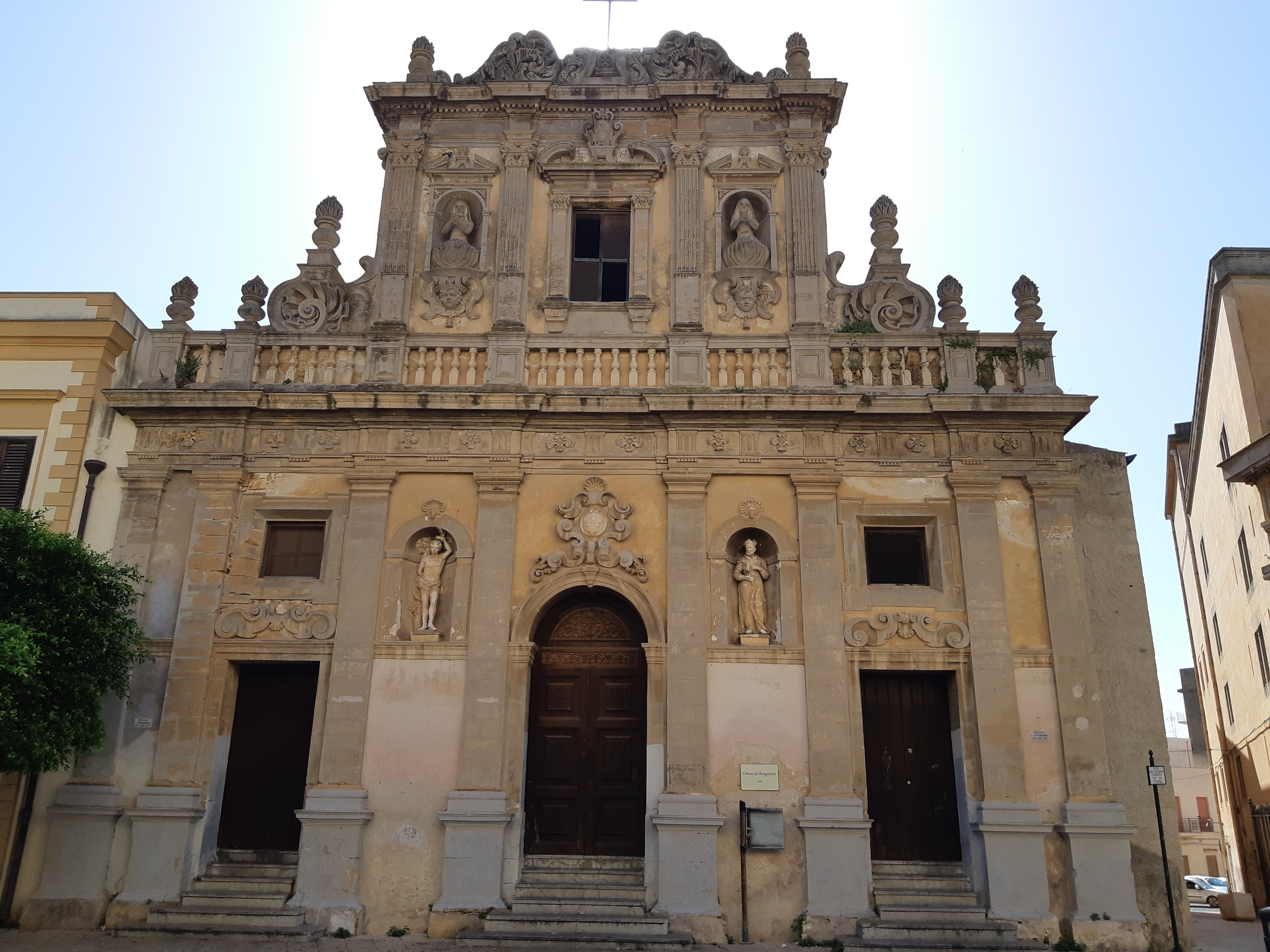
Chiesa del Purgatorio

### Teatri

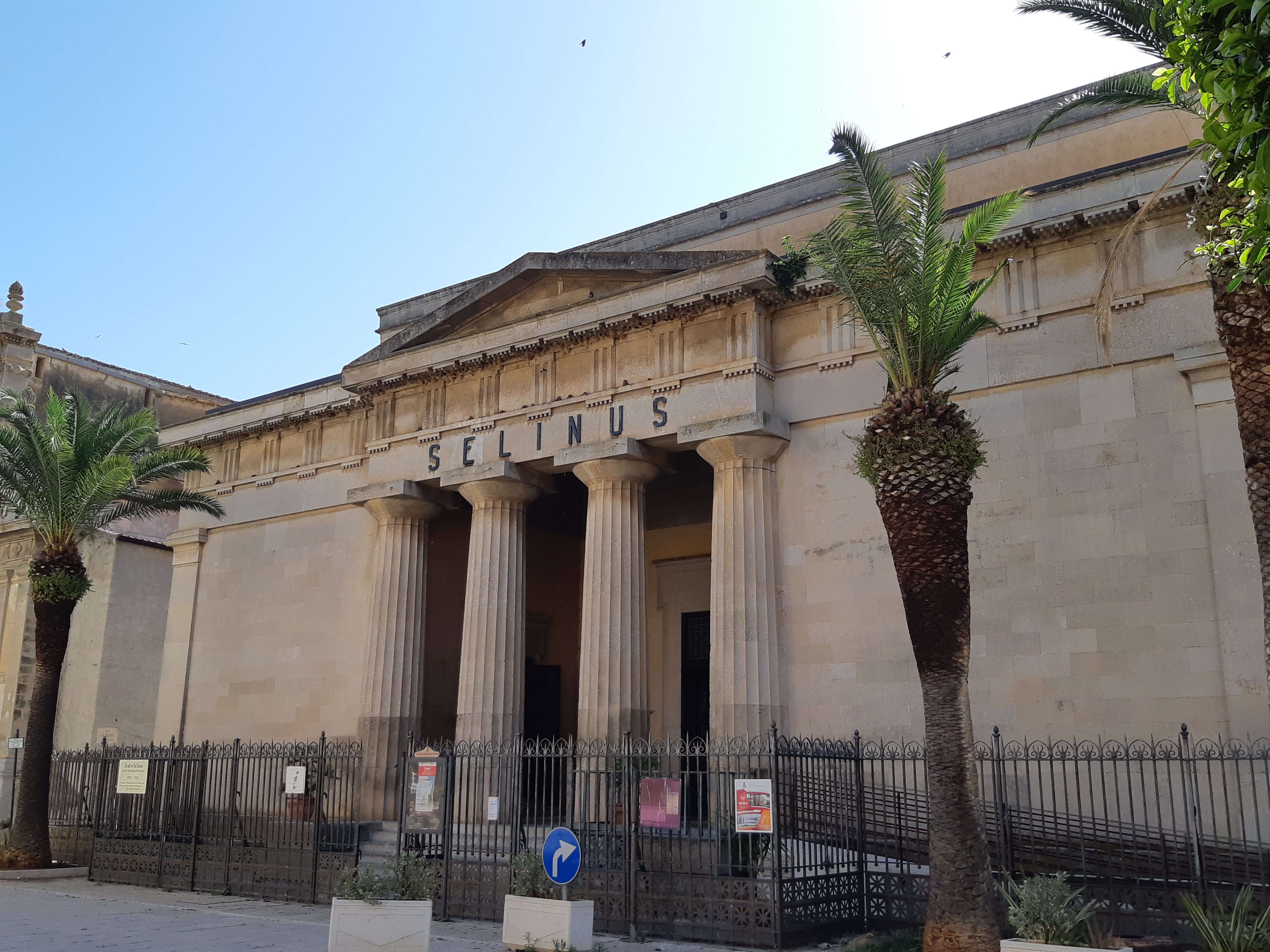
Teatro Selinus

- Nella piazza principale di Castelvetrano sorge il Teatro Selinus, opera progettata dall'architetto Giuseppe Patricolo. I lavori di realizzazione del teatro sono iniziati nel 1873 e nel 1908 accolse la sua prima rappresentazione. Il teatro è in stile neoclassico con colonne doriche che richiamano allo stile architettonico dei templi di Selinunte. Particolare attenzione merita la tela del sipario raffigurante "Empedocle tra i Selinuntini", realizzata da Gennaro Pardo.[13]
- Teatro comunale Franco Franchi - Ciccio Ingrassia, teatro all'aperto sito nella borgata di Triscina.

### Architetture civili
Numerosi palazzi sorgono o sorgevano a Castelvetrano, principalmente concentrati nelle più importanti vie del centro storico, tra cui Via Vittorio Emanuele, via Bonsignore e via Garibaldi. 
- Palazzo Pignatelli Aragona Tagliavia Cortes, edificato sul preesistente castello di Bellumvider (XIII sec.) di cui sono ancora visibili una torre angolare e le fondazioni di una torre mediana entrambi di forma ottagonale. Il castello ha subito numerose modifiche fino ad assumere l'aspetto attuale, di un palazzo barocco. Nel ‘600 una delle torri del castello venne smantellata e sostituita dalla chiesa Collegiata dei Santi Pietro e Paolo, insieme alla Cappella Palatina esempi unici in Sicilia di chiesa su piano superiore; nello stesso periodo venne realizzato un altro edificio congiunto da un passaggio coperto, che fu sede del Governo ed oggi del Municipio.
- Fontana della Ninfa, costruita nel 1615, ha uno sviluppo verticale di circa 10 metri con quattro vasche sovrapposte e nicchia superiore contenente una Ninfa.
- Palazzo Signorelli, realizzato in stile liberty nella seconda metà del 1800.
- Palazzo Piccione Frangipane, realizzato nel XVII secolo, in stile barocco.
- Palazzo Quidera-Polito, risalente al Seicento.
- Palazzo Venuti, situato in Piazza Principe di Piemonte é un altro esempio di architettura civile ottocentesca, si riconosce dal prospetto a loggiato che si adatta alla forma a spigolo dell'isolato.
- Baglio Amari Cusa, costruito intorno al 1670.
- Palazzo Bonsignore, sito in via Bonsignore.
- Torre del Giglio, l'unico esempio rimasto di casa-forte del XV secolo.

### Architetture militari

#### Mura e porte di Castelvetrano
Alla fine del XIV sec. la città aveva una cortina muraria e opere di fortificazione.
Oggi rimane un'unica porta d'accesso, risalente all'antica cinta muraria, "Porta Garibaldi". L'opera fu realizzata nel 1626 per volontà dalla famiglia Aragona-Tagliavia. Di mole monumentale, presenta una sobria eleganza manieristica con cornici di tufo. Prima denominata "Porta di Mare" perché, partendo da questa porta, si raggiungeva il litorale di Selinunte, successivamente, fu rinominata "Porta di San Francesco d'Assisi" e infine "Porta Garibaldi", in occasione del arrivo dei mille a Castelvetrano.

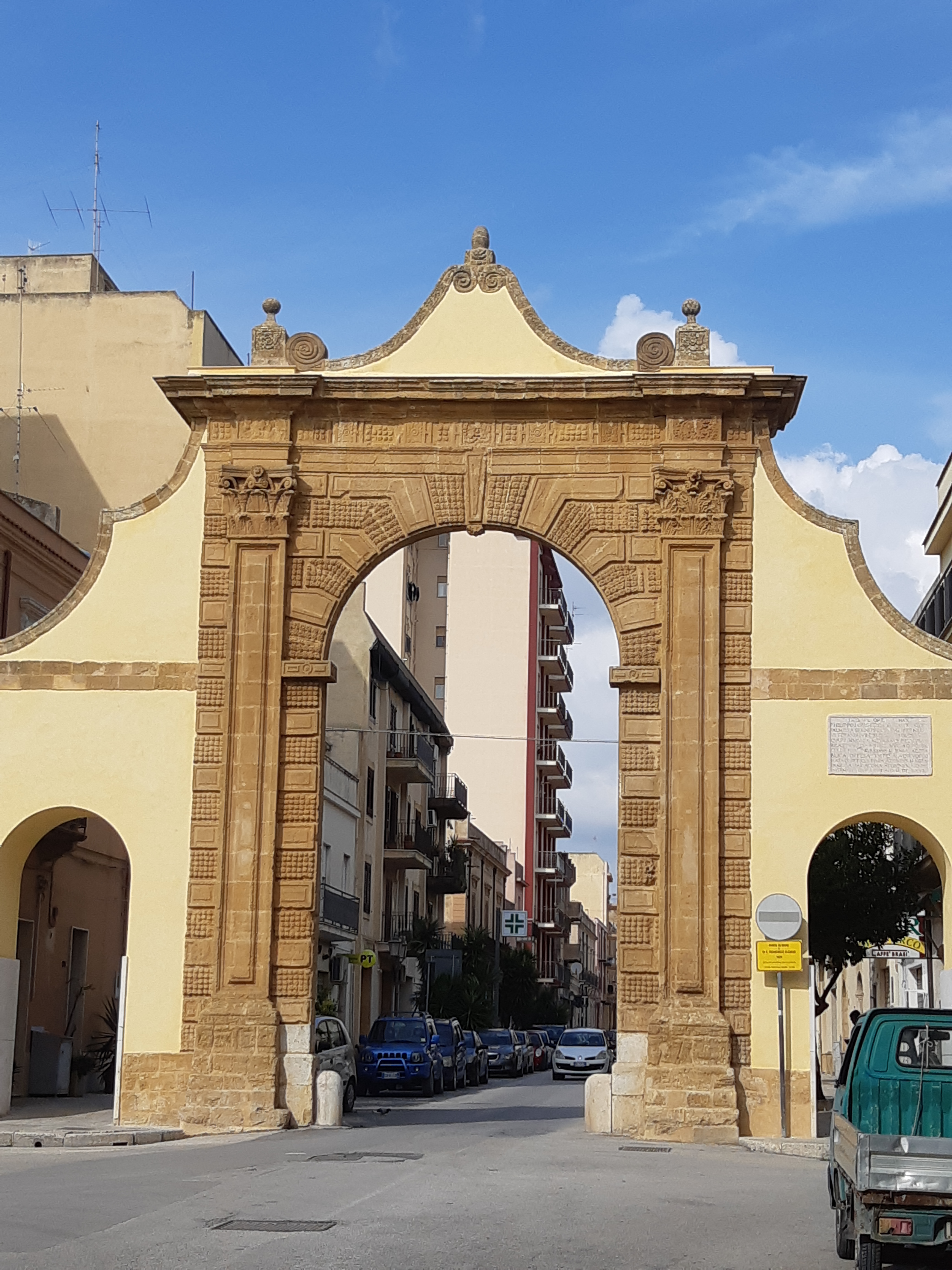
Porta Garibaldi

### Musei
- Museo Civico Selinuntino, sito nel centro storico di Castelvetrano, raccoglie numerosi reperti archeologici di notevole valore storico e artistico, ritrovati nella zona di Selinunte, tra i reperti certamente spicca l'Efebo di Selinunte, una statua in bronzo risalente al V secolo a.C..

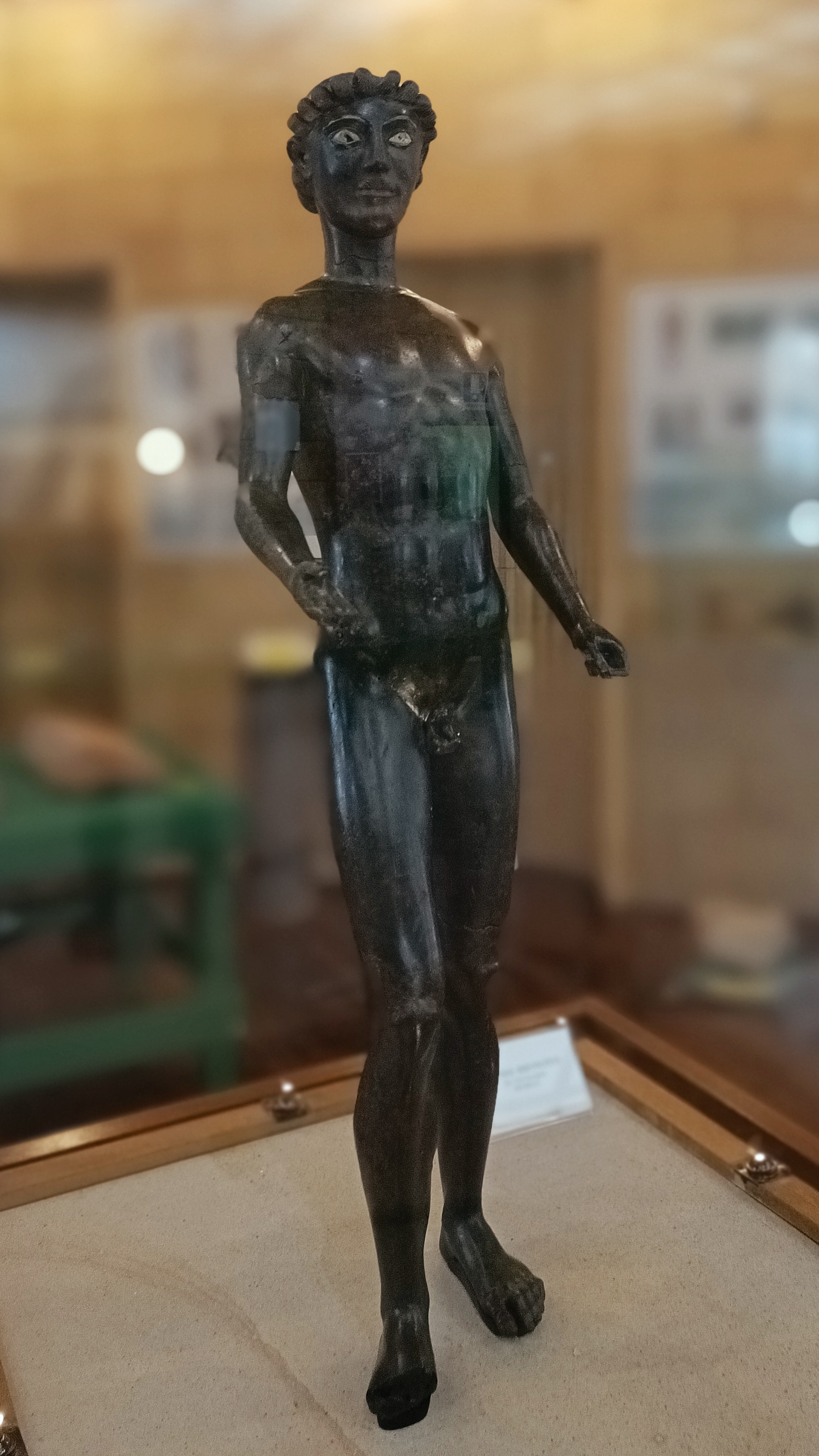
L'Efebo di Selinunte, custodito presso il museo civico selinuntino

- Museo Baglio Florio, ricavato da una struttura ottocentesca della famiglia Florio, è situato all'interno del parco archeologico di Selinunte. Raccoglie reperti che vanno dall'età arcaica a quella ellenistica.
- Museo della civiltà contadina "Francesco Simanella".
- Mostra permanente "Il cammino di Garibaldi".
- Mostra permanente "Corteo storico di S.Rita".

### Siti archeologici
Sul territorio comunale di Castelvetrano si trova il parco archeologico di Selinunte, il più grande d'Europa. Antica città greca dove sono ancora visibili le mura delle città, le vie principali con le abitazioni, i templi e i santuari.

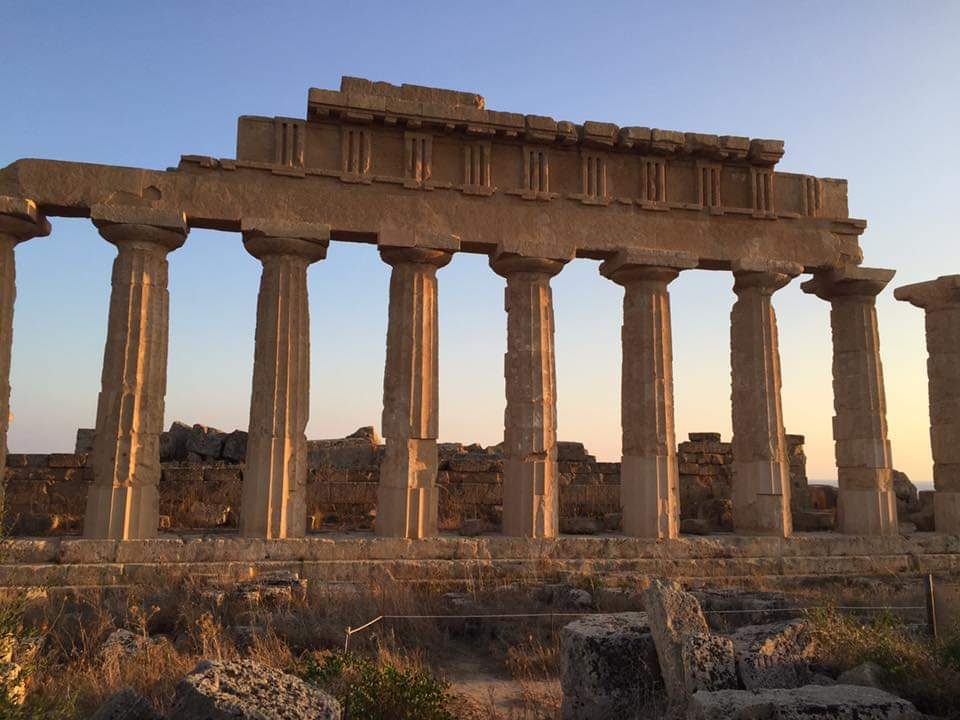
Tempio C di Selinunte.

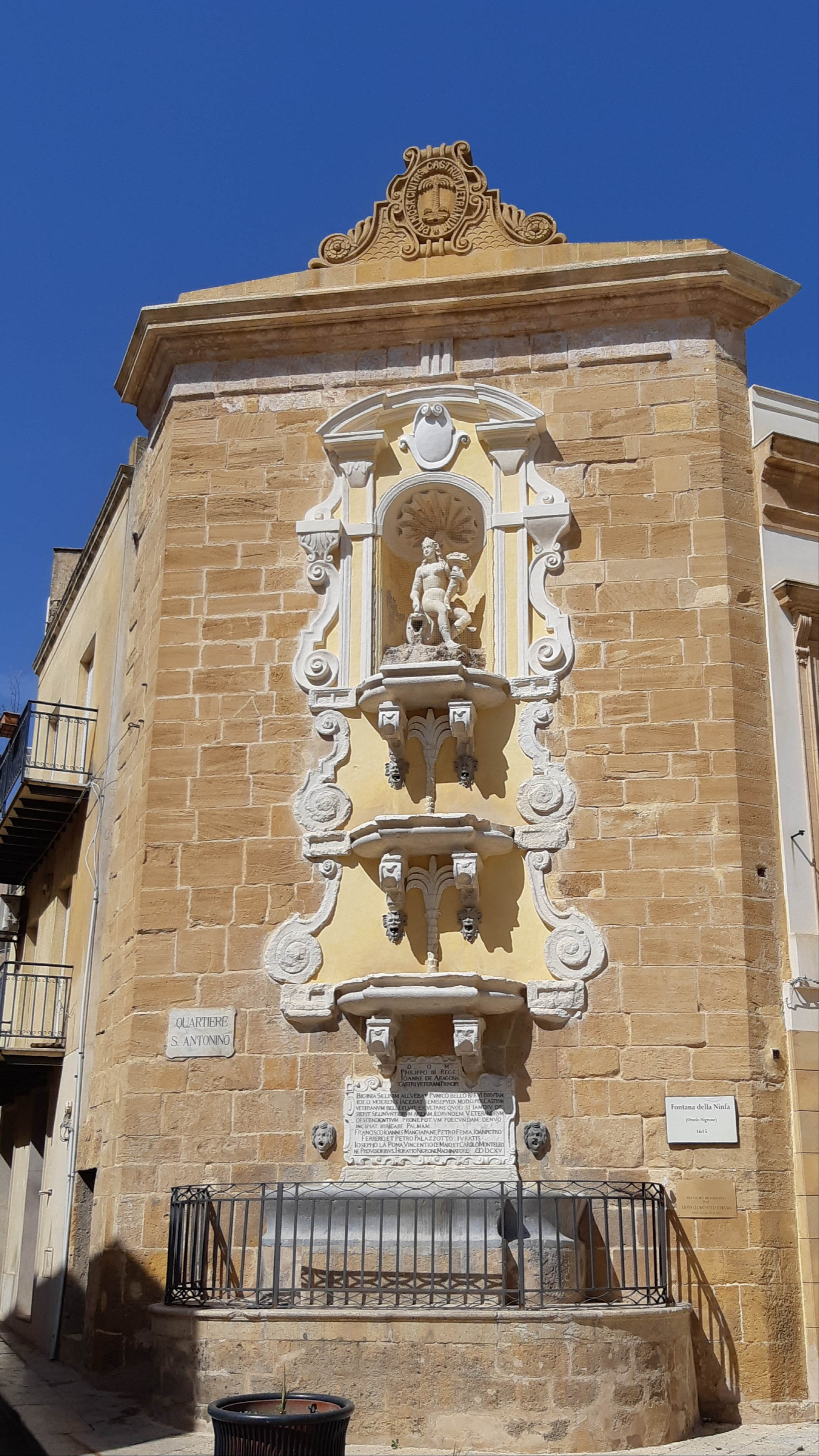
La Fontana della Ninfa

- Castello della pietra[15]

### Aree naturali
Presente nel territorio la Riserva naturale Foce del Fiume Belice e dune limitrofe istituita nel 1984.

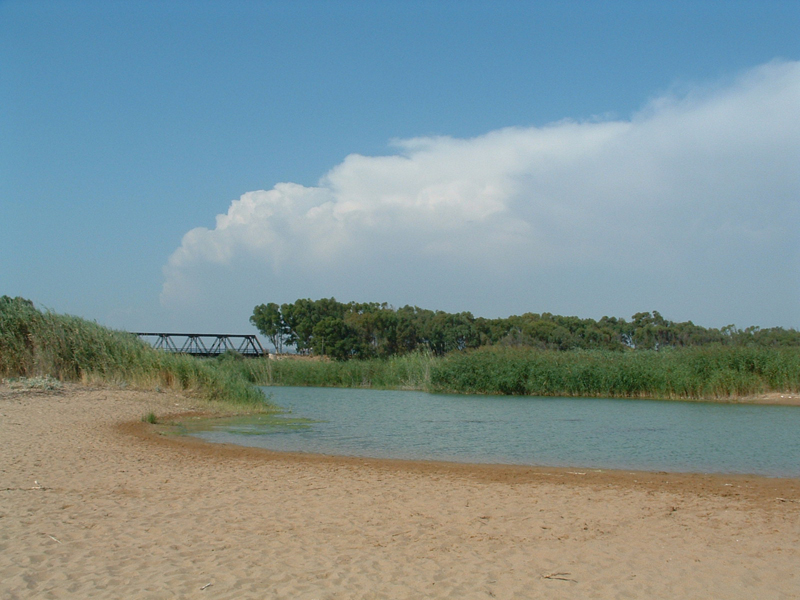
Fiume Belice

### Ville, parchi e giardini
- Parco delle Rimembranze
- Villa Giovanni Falcone e Paolo Borsellino
- Villa Regina Margherita

### Altro
Nel territorio di Castelvetrano sono stati rinvenuti rilevanti reperti di epoca ellenistica e bizantina custoditi in numerosi musei tra i più importanti:
- La grande tavola selinuntina (importante testo sui culti della città), le metope dei templi E, C, F, Y e la Gorgone del tempio C (una maschera di Gorgone in terra cotta posta al centro del timpano della facciata del tempio), esposti al Museo archeologico regionale Antonio Salinas;
- Il crocifisso di Selinunte (bassorilievo risalente al XVI secolo), la Statera Bizantina e l'Efebo di Selinunte, esposti al Museo civico Selinuntino di Castelvetrano;
- La Lex Sacra del V sec. a.C. esposta al Museo Baglio Florio.

Altre importanti opere di età moderna sono:
- Il Trittico dell'Annunciazione (di autore ignoto, datato 1448): alla sinistra raffigura San Gandolfo, alla destra vi è raffigurato San Giorgio a cavallo, mentre al centro vi è raffigurata l'Incoronazione della Madonna. La parte centrale del dipinto è quasi del tutto deteriorato e ne rimane solo la parte centrale ma è visibile il volto della Madonna. Fu ritenuta perduta dal 1860 fino a quando fu ritrovata nel Museo Nazionale di Palazzo Abatellis.[16]
- la Tela di S. Francesco da Paola, 1580.

Entrambe le opere sono custodite nella chiesa di Maria Santissima Annunziata (Badia).

## Società

### Evoluzione demografica
Abitanti censiti

### Etnie e minoranze straniere
I cittadini stranieri residenti a Castelvetrano al 31 Dicembre 2019 sono 1 662, così suddivisi per nazionalità (sono indicati solo i dati superiori alle 40 unità):
- Romania: 403
- Tunisia: 376
- Nigeria: 176
- Gambia:  102
- Cina: 84
- Marocco: 63
- Senegal: 50

### Tradizioni e folclore

#### Tradizioni religiose
L'Aurora
Rito religioso per festeggiare la resurrezione di Gesù, si tiene ininterrottamente dal 1660 la mattina di Pasqua. Nella piazza del Duomo, si rappresenta l'incontro del Cristo risorto con la Vergine ancora in lutto. Un Angelo per tre volte porta il lieto annuncio alla Madonna incredula. Infine avviene l'incontro tra la Madre e il Figlio, un meccanismo fa aprire le braccia di Maria, il manto nero cade mentre un volo di colombe si libera nel cielo.
Corteo Storico di Santa Rita e della Nobiltà Castelvetranese
A Castelvetrano, la comunità parrocchiale della chiesa di Santa Maria della Salute coltiva da anni una devozione per la figura di Santa Rita da Cascia e per la spiritualità agostiniana, dovuta al fatto che dal 1628 nel sito dove attualmente sorge la chiesa era presente un convento di Eremiti Agostiniani, soppresso in seguito nel 1774 per mancanza di religiosi. La devozione ritiana nella città risale ai primi del Novecento.
Una statua fu commissionata negli anni novanta: all'arrivo una moltitudine popolare accompagnò il simulacro.
Il Corteo storico di Santa Rita nasce negli anni novanta. Andando avanti negli anni il corteo si è sempre più affrancato dalle caratteristiche di manifestazione religiosa per sviluppare spettacolarità e fedeltà storica: oggi il corteo è un evento teatrale. Il Corteo Storico, che si svolge ogni anno la terza domenica di maggio, rappresenta i momenti più significativi della vita della santa attraverso otto quadri viventi, che sfilano per le vie della città: Santa Rita bambina e suoi genitori, sposalizio di Santa Rita, uccisione del marito Paolo, S. Rita vedova e i due figli, ingresso miracoloso in monastero e i tre santi protettori, stimmatizzatone di S. Rita, miracolo dell'orto, morte di S. Rita.

#### "Lu Nannu e la Nanna"
Durante il periodo carnevalesco è ormai consuetudine assistere alla sfilata nel centro della città del carro detto di "Lu Nannu e la Nanna" (il nonno e la nonna). Questo raffigura, in modo grottesco e divertente, due persone anziane su un carro, ed è spesso accompagnato da altri carri minori.
Il mercoledì delle ceneri viene letto il testamento (in rima e in dialetto castelvetranese) con i lasciti ai vari personaggi più in vista della città, e poi vengono bruciati per decretare la fine del carnevale.

### Media

#### Radio
- RCV radio network

## Cultura

### Archivi e Biblioteche
- Biblioteca Comunale "Leonardo Centonze"
- Fondo biblioteca filosofica Giovanni Gentile, centro internazionale di cultura filosofica
- Archivio comunale "Virgilio Titone"
- Archivio storico Notarile

### Istruzione

#### Scuole
- Istituto superiore statale d'istruzione tecnica professionale e commerciale "G.B. Ferrigno"
- Liceo Scientifico "Michele Cipolla", istituto fondato nel 1958
- Liceo classico "Frà Giovanni Pantaleo", istituto fondato nel 1870
- Istituto Professionale di Stato per l'Enogastronomia e l'Ospitalità Alberghiera "Virgilio Titone"
- Liceo delle Scienze Umane "Giovanni Gentile"

### Letteratura
In ambito letterario va ricordato Virgilio Titone, storico, scrittore e critico letterario italiano.

### Arte
Castelvetrano ha dato i natali al pittore Gennaro Pardo (1865) le cui opere si possono ammirare presso la Civica Galleria Empedocle Restivo a Palermo. Altre opere si trovano presso la sala Consiliare e il Teatro Selinus di Castelvetrano.

### Filosofia
Nasce a Castelvetrano il 29 Maggio 1875 Giovanni Gentile, filosofo, pedagogista, politico e accademico italiano. Fu uno dei maggiori esponenti del neoidealismo filosofico di matrice fascista. Inoltre fu Ministro della pubblica istruzione del Regno d'Italia sotto lo stesso regime, e artefice, nel 1923, della riforma della pubblica istruzione nota come Riforma Gentile.

### Musica
Castelvetrano ha dato i natali a Raffaele Caravaglios celebre musicista e direttore di banda. Vissuto tra il 1864 e il 1941, fu autore di sinfonie, inni, musica sacra e operette.

### Cucina
- Oliva Nocellara del Belice
- Valle del Belice (olio di oliva)
- Pane nero di Castelvetrano

Primi:
- Pasta a Tianu (Tianu di San Giuseppe)
- Cuscus di pesce

Formaggi:
- Belicino
- Vastedda della Valle del Belice

Dolci:
- Cassatella
- Sfincia di San Giuseppe

### Eventi

#### Efebocorto Film Festival
Ogni anno dal Comune, dal Liceo Scientifico "M. Cipolla", e dalla fondazione Kepha ONLUS, viene organizzata una kermesse cinematografica riguardante cortometraggi prodotti da giovani filmakers e alunni di scuole superiori provenienti da tutta Europa. Il festival nasce nel 2003 come attività formativa per studenti del Liceo Scientifico.
Il festival si svolge nei luoghi simbolo di Castelvetrano, tra cui il Teatro Selinus e il Sistema delle Piazze, oltre all'Auditorium del Liceo Scientifico.
Dalla settima edizione (2011), accoglie anche le scuole di cinema e le università.

## Geografia antropica

### Urbanistica
Il centro abitato nasce in età medievale e conosce un'importante fase di crescita nel XVI secolo con la realizzazione di molte opere pubbliche. Nella città si distinguono:
- il centro storico, con il "sistema delle piazze", la più importante area pedonale della città con numerose opere architettoniche, via Vittorio Emanuele, via Garibaldi e il viale Roma;
- il centro urbano, che si estende nei suoi principali assi viari a sud-est con la via Campobello, a nord con via Gentile e via Gianlonghi, a ovest con via Partanna e via Seggio;
- la zona industriale e la zona commerciale, aree di più recente sviluppo, a sud del centro abitato, con piccole fabbriche, negozi e centri commerciali.

### Frazioni
- Marinella: importante centro turistico-balneare, nasce alla fine dell'Ottocento come porto di pescatori. L'abitato si sviluppa tra il parco archeologico di Selinunte e la riserva naturale Foce del Fiume Belice e dune limitrofe.
- Triscina: nasce nella seconda metà del XX secolo. Si estende su un lungo litorale sabbioso e si presenta come centro balneare attivo principalmente nel periodo estivo.

## Economia
Le attività economiche prevalenti nel comune sono il commercio e l'agricoltura.
Il centro è uno snodo commerciale strategico di tutta la Valle del Belice e della Sicilia occidentale in genere.

### Agricoltura e pesca
Nell'agro di Castelvetrano le coltivazioni prevalenti sono quelle dell'olivo, della vite, degli agrumi e del frumento duro. Interessante è anche la coltivazione di ortaggi dentro e fuori serra prevalentemente per consumo locale.
La città fa parte del circuito delle Città dell'olio e la varietà di olivo quasi esclusivamente coltivata è la Nocellara del Belice che in queste zone si è originata e trova l'habitat ideale di coltivazione. Da questa oliva, a duplice attitudine, si ricava un olio a DOP "Valle del Belice" che recentemente ha ricevuto la Denominazione di origine protetta (DOP) "Valle del Belìce", olio pluripremiato in vari concorsi nazionali ed internazionali (Ercole Olivario, Montiferru, Orciolo D'Oro, Festambiente, Sol D'Oro, Leone D'Oro, e ben accetto e conosciuto in tutto il mondo, con caratteristiche di fruttato medi-intenso e sentori di pomodoro verde, carciofo ed oliva verde talvolta di mandorla verde, e gusto erbaceo con note speziate. Dalla Nocellara si ricavano anche olive da mensa, croccanti e gustose, conciate con vari metodi: in salamoia al naturale , "Sivigliano", "Castelvetrano" e prossimamente in nero "Californiano", che vengono commercializzate in tutta Italia ed esportate in tanti paesi del mondo. Nel 1998 ha ricevuto anche le denominazione DOP per l'oliva da mensa, e ad oggi è l'unico prodotto in Europa ad avere contemporaneamente due denominazioni DOP.
I vitigni che si coltivano vanno dal Catarratto bianco per vino da taglio, a uve bianche e rosse per vini pregiati (Chardonnay, Nero d'Avola, Syrah, Cabernet Sauvignon).
Col frumento duro, ed in particolare con la varietà tumminìa si produce il Pane nero di Castelvetrano, conosciuto in tutta Italia e con la caratteristica di avere crosta nerastra, mollica scura e sapore intenso. Molto di questo pane viene ancora impastato a mano e lo si può trovare in alcuni panifici "casalinghi".
La pesca è praticata nella borgata costiera di Marinella di Selinunte, con piccoli pescherecci a servizio delle attività turistiche. Tutti i giorni, intorno alle ore 8, si svolge il locale mercato del pesce.

### Turismo
Il turismo è un settore molto importante nell'economia della città che attrae principalmente per il Parco Archeologico di Selinunte, la Chiesa di San Domenico e la Riserva naturale Foce del Fiume Belice e dune limitrofe. Il grande flusso turistico ha portato alla nascita di numerose strutture Alberghiere, B&B e villaggi turistici.

## Infrastrutture e trasporti

### Strade
La città è servita dallo svincolo dell'autostrada A29 Palermo-Mazara del Vallo, costruita dopo il terremoto del Belice a cura dell'ANAS, non soggetta a pedaggio.

#### Strade statali
- Strada statale 115 Sud Occidentale Sicula
- SS 115 dir (collega la città all'area archeologica di Selinunte)
- Strada statale 119 di Gibellina

#### Strade europee
- Strada europea E90

### Ferrovie
Per quanto riguarda il trasporto su rotaia, in città ha sede la Stazione di Castelvetrano posta sulla linea Alcamo Diramazione-Castelvetrano-Trapani. In passato era presente anche una seconda stazione, la Stazione di Selinunte, sita nella borgata di Marinella di Selinunte, ormai in disuso da tempo.
La stazione di Castelvetrano era, fino al 1987, stazione di interscambio ed origine delle linee per Porto Empedocle e San Carlo-Burgio.

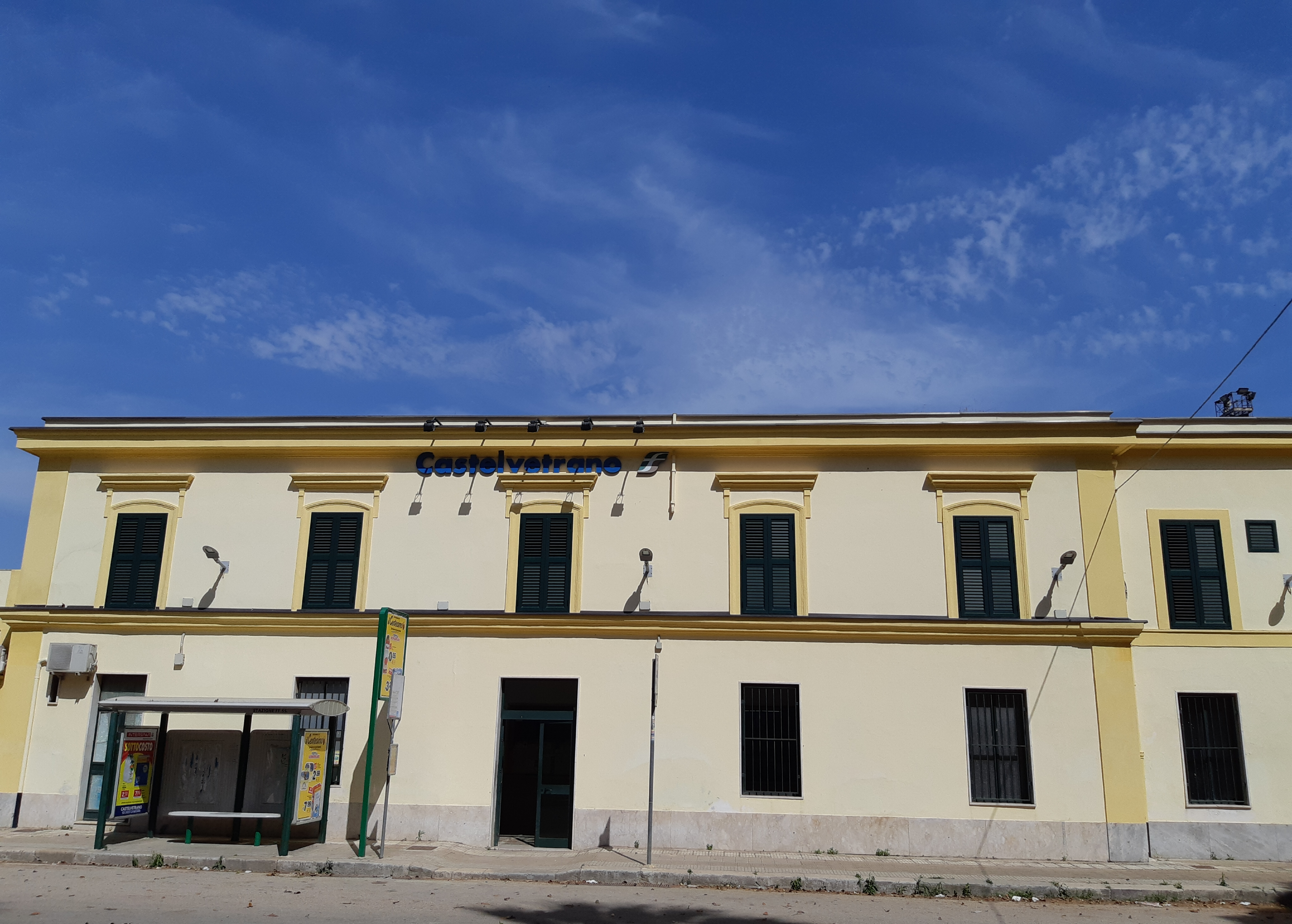
Stazione di Castelvetrano

### Aeroporti
- L'aeroporto di Castelvetrano è stato un aeroporto militare costruito alla fine degli anni trenta.
- La città è dotata di un'elisuperficie, abilitata dall'ENAC e inserita, per motivi sanitari e di emergenza, nella rete regionale 118, presso l'Ospedale Vittorio Emanuele II.

### Mobilità urbana
Autobus
Sono presenti tre linee urbane che garantiscono i collegamenti tra la città e le bogate:
- Autolinea Castelvetrano-Marinella di Selinunte
- Autolinea Castelvetrano-Triscina
- Autolinea Triscina-Marinella di Selinunte

Car sharing
Dal 1º settembre 2019 il comune di Castelvetrano ha attivato un servizio di car sharing pubblico, aderendo alla piattaforma già sviluppata da AMAT nel comune di Palermo. Il servizio dispone di otto auto ibride o elettriche e stalli parcheggio in città, a Marinella e Triscina di Selinunte.

## Amministrazione
Di seguito è presentata una tabella relativa alle amministrazioni che si sono succedute in questo comune.
| Periodo           | Periodo           | Primo cittadino                                      | Partito                         | Carica                    | Note   |
| ----------------- | ----------------- | ---------------------------------------------------- | ------------------------------- | ------------------------- | ------ |
| 16 luglio 1980    | 13 agosto 1980    | Vito Lipari                                          | Democrazia Cristiana            | sindaco                   | [ 21 ] |
| 8 settembre 1980  | 8 aprile 1982     | Francesco Taormina                                   | Democrazia Cristiana            | sindaco                   |        |
| 8 aprile 1982     | 14 settembre 1983 | Antonio Vaccarino                                    | Democrazia Cristiana            | sindaco                   |        |
| 14 settembre 1983 | 15 novembre 1983  | Pietro Mulè                                          |                                 | sindaco                   |        |
| 15 novembre 1983  | 10 agosto 1987    | Francesco Lo Sciuto                                  | Democrazia Cristiana            | sindaco                   |        |
| 10 agosto 1987    | 3 novembre 1988   | Vito Li Causi                                        | Democrazia Cristiana            | sindaco                   |        |
| 3 novembre 1988   | 7 agosto 1989     | Tommaso Pollina                                      | Democrazia Cristiana            | sindaco                   | [ 22 ] |
| 5 ottobre 1989    | 18 novembre 1989  | Francesco Taormina                                   | Democrazia Cristiana            | sindaco                   | [ 22 ] |
| 7 dicembre 1989   | 5 giugno 1990     | Amindore Ambrosetti                                  |                                 | commissario straordinario | [ 22 ] |
| 5 giugno 1990     | 27 febbraio 1992  | Vito Li Causi                                        | Democrazia Cristiana            | sindaco                   | [ 22 ] |
| 21 marzo 1991     | 1º ottobre 1991   | Vincenzo Leone                                       | Partito Socialista Italiano     | sindaco ad interim        | [ 22 ] |
| 27 febbraio 1992  | 18 maggio 1992    | Giovanni Pompeo                                      | Democrazia Cristiana            | sindaco                   | [ 22 ] |
| 23 giugno 1993    | 1º dicembre 1997  | Giuseppe Bongiorno                                   | lista civica Indipendente       | sindaco                   | [ 22 ] |
| 16 dicembre 1997  | 15 marzo 2001     | Giuseppe Bongiorno                                   | Polo per le Libertà             | sindaco                   | [ 22 ] |
| 10 aprile 2001    | 10 dicembre 2001  | Carlo Turriciano                                     |                                 | commissario straordinario | [ 22 ] |
| 10 dicembre 2001  | 29 maggio 2007    | Giovanni Pompeo                                      | Cristiani Democratici Uniti     | sindaco                   | [ 22 ] |
| 29 maggio 2007    | 23 maggio 2012    | Giovanni Pompeo                                      | lista civica di centro-destra   | sindaco                   | [ 22 ] |
| 23 maggio 2012    | 29 maggio 2017    | Felice Junior Errante                                | lista civica di centro-sinistra | sindaco                   | [ 22 ] |
| 22 marzo 2016     | 29 maggio 2017    | Francesco Messineo                                   |                                 | commissario straordinario | [ 22 ] |
| 29 maggio 2017    | 7 giugno 2017     | Francesco Messineo                                   |                                 | commissario straordinario | [ 22 ] |
| 7 giugno 2017     | 15 maggio 2019    | Elisa Borbone Salvatore Caccamo Maria Concetta Musca |                                 | commissario straordinario | [ 23 ] |
| 15 maggio 2019    | 11 giugno 2024    | Enzo Alfano                                          | Movimento 5 Stelle              | sindaco                   | [ 22 ] |
| 11 giugno 2024    | in carica         | Giovanni Lentini                                     | lista civica di centro-destra   | sindaco                   | [ 22 ] |

## Sport

### Calcio
La squadra di calcio della città è la Folgore Calcio Castelvetrano che milita nel campionato di Eccellenza.

### Pallavolo
Molto importante è la locale squadra di pallavolo femminile, la Efebo Volley Castelvetrano, militante nel campionato nazionale di Serie B2.

### Impianti sportivi
- Stadio "Paolo Marino"
- Centro Sportivo Polivalente "Don Pino Puglisi"
- Palestra DopoLavoroFerroviario
- Kartodromo, circuito internazionale di Triscina